# Покрасс, Даниил Яковлевич
Дании́л Я́ковлевич Покра́сс (1905—1954) — советский композитор, дирижёр, пианист. Младший брат Самуила и Дмитрия Покрассов.

## Биография
Родился 17 (30) ноября 1905 года в семье Якова Моисеевича Покраса (?—1932) — уроженца Городища, продавца и совладельца колбасного магазина, и Фаины Львовны Покрасс (1868—1968). В 1917 году окончил Киевское музыкальное училище. В 1917—1921 годах учился в Киевской консерватории по классу фортепиано. С 1921 года жил в Москве, где учился композиции. Вместе с братом работал в Театре художественных миниатюр «Палас».
В 1926 году впервые в печати опубликовал романс «Эх, лошадушки, быстрей» на стихи Е. Борисова (в издательстве «АМА»). В 1936—1951 годах вместе с братом — музыкальный руководитель оркестра ЦДКЖ. Благодаря контрасту темпераментов, братья в работе хорошо дополняли друг друга: взрывной, динамичный Дмитрий предлагал мелодию рассудительному, несколько флегматичному Даниилу, который вёл фортепианную партию.
Братья Покрасс — авторы известных песен: «Если завтра война» (стихи В. И. Лебедева-Кумача, 1938), «Три танкиста» из к/ф «Трактористы» (стихи Б. С. Ласкина, 1939). Они близки к революционным песням, походным маршам, отличаются плакатным стилем, «речевыми» интонациями, ярким динамизмом. С голоса Л. О. Утёсова страна запела песню «Дан приказ — ему на Запад» (стихи М. В. Исаковского, 1938), суровую и одновременно лирическую. Популярностью пользовались «То не тучи — грозовые облака» (из к/ф «Я — сын трудового народа», стихи А. А. Суркова, 1938) и особенно «Москва майская» (из к/ф «Двадцатый май», стихи Лебедева-Кумача, 1937) с её победоносной мажорностью.
Состоял в романтических отношениях с Юлией (Юдифьей) Исааковной Джугашвили (Мельцер) — вдовой старшего сына И. В. Сталина Якова Джугашвили.
Умер 16 апреля 1954 года от сердечного приступа. Похоронен в Москве на Новодевичьем кладбище (участок № 4).